# Filtre cave

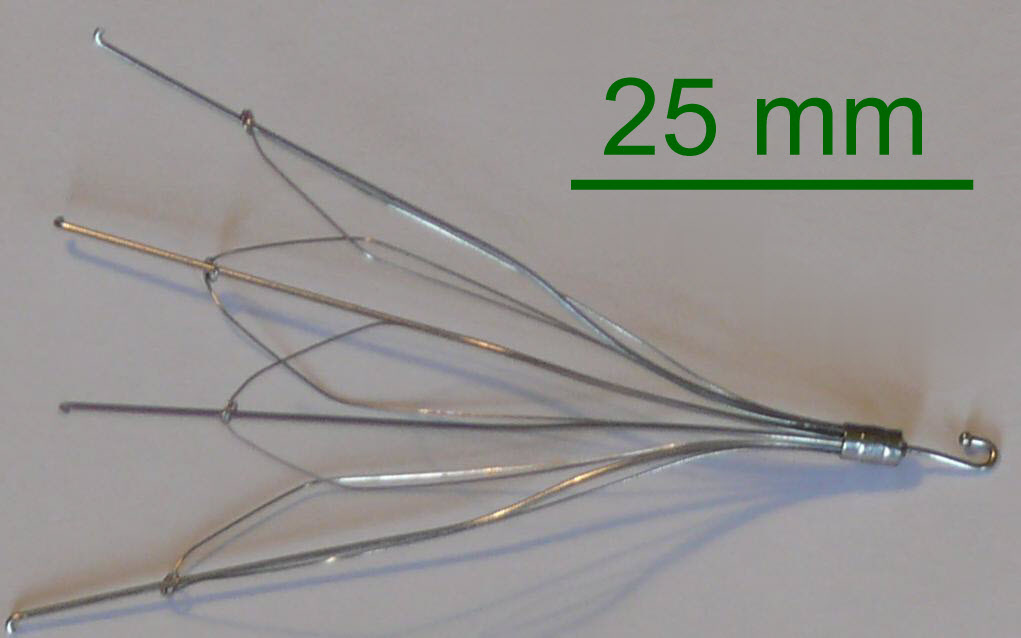
Filtre de la veine cave inférieure

Un filtre cave est un dispositif mis en place dans la veine cave inférieure et dont le but est de prévenir la migration d'un thrombus (caillot), issue d'une veine des membres inférieurs, vers une artère pulmonaire sous forme d'embolie pulmonaire.

## Historique
Les premiers filtres cave datent des années 1960. Le filtre de Greenfield a été utilisé pour la première fois dans les années 1970.

## Technique
Le dispositif peut être de plusieurs types : ombrelle repliable, treillis métallique…
L'introduction se fait par voie percutanée par ponction veineuse, soit de la veine fémorale, soit de la veine jugulaire interne, sous anesthésie locale et sous asepsie chirurgicale. Le filtre est positionné dans la veine cave inférieure, en dessous des veines rénales et sa mise en place est faite sous radioscopie.
Certains filtres peuvent être mis en place à titre provisoire et retirés dans un second temps mais le taux d'échec du retrait est notable. De plus, le dispositif est plus fragile avec un taux de fracture conséquent pouvant, parfois, avoir des conséquences graves.

## Indications
Le traitement de base de la maladie thromboembolique, dont la phlébite et l'embolie pulmonaire sont les deux composants reste la mise sous anticoagulants d'abord parentéraux (sous cutanée ou intraveineuse), relayé par voie orale.
Il peut exister cependant des contre-indications à la mise en place d'un traitement anticoagulant oral, comme un risque hémorragique majeur, ce qui constitue l'indication de la pose d'un filtre cave.
La deuxième indication est l'échec du traitement anticoagulant se manifestant par la survenue d'une embolie pulmonaire malgré un traitement jugé optimal.
Les autres indications sont beaucoup plus discutées : dans les phlébites proximales, par exemple, la mise en place d'un filtre diminue le taux d'embolie pulmonaire mais augmente le risque de récidive de phlébite, sans bénéfice sur la mortalité.

## Inconvénients
Outre le risque opératoire qui est faible, le principal risque est la thrombose du filtre (occlusion partielle ou totale par formation ou extension de thrombus dans le filtre. Cela se manifeste par un œdème bilatéral des jambes pouvant être important, une dilatation des veines du ventre (circulation collatérale). Sauf contre-indication majeure, le traitement anticoagulant doit donc être idéalement poursuivi, ainsi qu'une contention élastique veineuse des membres inférieurs.
Le risque d'embolie pulmonaire n'est pas annulé et cette complication peut survenir soit par passage d'un petit thrombus au niveau du filtre, soit par formation d'un thrombus au-dessus du filtre.

## Technique alternative
Le clip cave est un dispositif posé de manière chirurgicale lors d'une intervention abdominale. Il n'est plus guère utilisé.

## Statistiques
Aux États-Unis, entre 5 000 et 9 000 filtres cave sont posés annuellement.